# 國際高爾夫總會
國際高爾夫總會（英語：International Golf Federation，簡稱IGF）為國際奧林匹克委員會認可的世界性高爾夫球運動管理組織。成立於1958年。國際高爾夫總會有兩種會員，分別是來自126個國家的132個國家協會會員和22個專業會員（職業高爾夫巡迴賽和職業高爾夫協會）。

## 成立沿革
總會名稱於2003年由世界業餘高爾夫委員會改為現名。成立於1958年，宗旨為安排國際業餘賽事，舉辦兩項世界業餘團體錦標賽，分別為艾森豪盃和聖托盃。

## 外部連結
- 國際高爾夫總會官方網站 （页面存档备份，存于）